# Lona Munck
Lona Munck est une coureuse cycliste professionnelle danoise.

## Palmarès sur route
- 1982
  - 3e du championnat du Danemark du contre-la-montre
- 1984
  -  Championne du Danemark sur route
- 1988
  - 2e du championnat du Danemark sur route
  - 3e du championnat du Danemark du contre-la-montre
- 1991
  - 2e du championnat du Danemark sur route
- 1992
  - 3e du championnat du Danemark sur route
  - 3e du championnat du Danemark du contre-la-montre

## Palmarès sur piste

### Championnats internationaux
- 1984
  - 4e du championnat du monde de la vitesse
- 1984
  - 4e du championnat du monde de la course aux points

### Championnats nationaux
- 1984
  -  Championne de la vitesse
- 1985
  -  Championne de la vitesse
  -  Championne de la poursuite
- 1986
  -  Championne de la vitesse
- 1987
  -  Championne de la vitesse
- 1988
  -  Championne de la vitesse
  -  Championne de la poursuite
- 1989
  -  Championne de la vitesse
  -  Championne de la poursuite
  -  Championne du kilomètre
- 1990
  -  Championne de la poursuite
  -  Championne du kilomètre
- 1991
  -  Championne du kilomètre